# Karl Thorwirth
Karl Thorwirth (* 23. August 1923 in Pirmasens; † 16. September 2003 in Mainz) war ein deutscher Gewerkschafter und Politiker (SPD).

## Leben
Nach dem Schulbesuch nahm Thorwirth als Soldat am Zweiten Weltkrieg teil. Zuletzt geriet er in Kriegsgefangenschaft, aus der er im Jahr 1945 entlassen wurde.
Nach seiner Entlassung aus der Kriegsgefangenschaft trat Thorwirth der ÖTV bei. Er wurde im Jahr 1946 Mitglied des DGB und war seit 1951 hauptamtlich für die Gewerkschaft in Neustadt an der Weinstraße tätig. Seit 1952 war er Mitarbeiter beim DGB-Landesbezirk Rheinland-Pfalz, den er in den Jahren 1960 bis 1965 als Vorsitzender leitete. Ab 1972 war er Vorstandsmitglied der Stadtwerke Mainz AG.
Thorwirth trat in die SPD ein und engagierte sich seit 1960 in der Kommunalpolitik. Er gehörte dem Rheinland-Pfälzischen Landtag von 1963 bis zum Jahr 1983 an, war dort von 1965 bis 1972 Parlamentarischer Geschäftsführer und vom 1. Januar 1976 bis 1979 Vorsitzender der SPD-Fraktion. Außerdem war er Vorsitzender des kulturpolitischen Ausschusses.

## Ehrungen
- 1969: Verdienstkreuz am Bande des Verdienstordens der Bundesrepublik Deutschland
- 1977: Großes Verdienstkreuz des Verdienstordens der Bundesrepublik Deutschland
- 1983: Großes Verdienstkreuz mit Stern des Verdienstordens der Bundesrepublik Deutschland
- 1992: Verdienstorden des Landes Rheinland-Pfalz